# Rhipidia (Rhipidia) javanensis
Rhipidia (Rhipidia) javanensis is een tweevleugelige uit de familie steltmuggen (Limoniidae). De soort komt voor in het Oriëntaals gebied.